# Liste du patrimoine mondial à Sao Tomé-et-Principe
Cet article recense les sites inscrits au patrimoine mondial à Sao Tomé-et-Principe.

## Statistiques
Sao Tomé-et-Principe ratifie la Convention pour la protection du patrimoine mondial, culturel et naturel le 25 juillet 2006. Le pays n'a jamais eu de mandat au Comité du patrimoine mondial.
En 2023, Sao Tomé-et-Principe ne compte aucun site inscrit au patrimoine mondial. Le pays a cependant soumis deux sites à sa liste indicative, l'un culturel, l'autre naturel.

## Listes
Les sites suivants sont inscrits sur la liste indicative.
| Site                                                               | Type                             | Date | Lien | Notes                                                                        | Coordonnées                                                             | Illus. |
| ------------------------------------------------------------------ | -------------------------------- | ---- | ---- | ---------------------------------------------------------------------------- | ----------------------------------------------------------------------- | ------ |
| Îles volcaniques de Sao Tomé et Principe                           | Naturel (vii), (viii), (ix), (x) | 2023 | 6645 | Le site proposé comprendrait les parcs naturels Obô de Principe et São Tomé. | 1° 35′ nord, 7° 23′ est 0° 09′ nord, 6° 34′ est                         |        |
| Les roças de Monte Café, Água Izé et Sundy de Sao Tomé-et-Principe | Culturel (v), (vi)               | 2023 | 6644 |                                                                              | 0° 18′ nord, 6° 38′ est 0° 13′ nord, 6° 43′ est 1° 40′ nord, 7° 23′ est |        |